# Laureano Villanueva
Laureano de la Trinidad Villanueva Estaño (San Carlos de Austria, Cojedes, 23 de marzo de 1840 - Caracas, Venezuela, 1 de marzo de 1912) fue un médico, político liberal, biógrafo y rector de la Universidad Central de Venezuela.
Durante el gobierno de Francisco Linares Alcántara ejerció el cargo de ministro de Relaciones Exteriores y ministro de Interior y Justicia. Fue presidente encargado de Venezuela en 1878. Estuvo exiliado desde 1879 a 1883 y, a su regreso, fue designado como director de la Inspectoría General de Hospitales (1888).

## Biografía
A los 25 años se graduó de licenciado en medicina y cirugía en la Universidad Central de Venezuela. Una vez graduado se muda a San Fernando de Apure donde funda, en 1868, el periódico El Constitucional. Desde ese momento comenzó a destacarse en el ámbito de las esferas sociales como la política, la historia, la educación y el periodismo. Años más tarde se muda Caracas y funda, junto a Sebastián Carreño y Pérez Arreola, El Demócrata (1882), al año siguiente El Deber, conjuntamente con José Manuel Montenegro; igualmente El País, 1875-1878 y 1883, La Gaceta de Hospitales (1888), La Prensa Liberal (1897) y El Americano. Igualmente colaboró en El Primer Libro de Literatura, Ciencias y Bellas Artes, con un trabajo sobre las Ciencias Médicas en Venezuela. 
Fue candidato a la Presidencia de la República en 1890, y siete años después presidió la Asamblea Liberal Eleccionaria que apoyaba la candidatura de Ignacio Andrade. También Secretario General y Presidente del Estado Carabobo. El 30 de diciembre de 1905 asumió el cargo de Rector de la Universidad Central de Venezuela, siendo el primer y único cojedeño que ha llegado a esta posición académica, según se aprecia en los datos proporcionados por el doctor Ildefonso Leal, en el libro Historia de la UCV (1721-1981). El Rectorado de la Universidad Central lo desempeñó hasta el 16 de mayo de 1906 y en ese mismo año pasó al Ministerio de Instrucción Pública. Fue abuelo de Carlos Raúl Villanueva, arquitecto venezolano.

## Obra
- Apoteosis de Páez (1888)
- Biografía del Dr. José María Vargas (1883)
- Vida del Gran Mariscal de Ayacucho (Caracas, 1895)
- Primer libro venezolano de Literatura, Ciencias y Bellas Artes (1895)
- Vida del valiente ciudadano general Ezequiel Zamora (1898)